# Marc Pickering
Marc Pickering (* 5. Juni 1985 in der Grafschaft Yorkshire, England) ist ein britischer Schauspieler.

## Leben

### Anfänge
Marc Pickerings Schauspielkarriere begann mit acht Jahren am Schauspielhaus von Garforth, einem Ort im Verwaltungsbezirk der City of Leeds. Seine erste Rolle war die des Artful Dogder in Charles Dickens’ Oliver Twist.
Weitere Theaterauftritte folgten, so trat Pickering in Theaterproduktionen wie Jesus Christ Superstar  und der West Side Story auf. Neben seinen Auftritten im Schauspielhaus von Garforth trat er als Schauspieler am Nothern Theatre von Kingston upon Hull auf. Ebenda erlernte er den Stepp- und Jazztanz. Weitere Musicals, in denen Pickering in seiner Kindheit auftrat, waren Chicago, The Rocky Horror Show, Der König und ich, Der kleine Horrorladen und Oklahoma!.
Ab seinem zehnten Lebensjahr war Pickering mit seiner Wanderbühne vier Jahre lang in Großbritannien unterwegs. Während dieser Zeit trat er auch jährlich beim Edinburgh Festival Fringe auf. Seine nächsten Schauspielrollen waren in den Theaterstücken Tin Pan Ali, The Ragged Child und Der Zauberer von Oz.

### Kino und Fernsehen
Danach wurde Pickering vom Queen’s Theatre in London unter Vertrag genommen. Für den Film Sleepy Hollow – Köpfe werden rollen wurde ihm die Rolle des jungen Masbath angeboten, die er dann auch annahm und an der Seite von Johnny Depp und Christina Ricci erstmals in einem Spielfilm auftrat.
Durch die Produzenten von Sleepy Hollow, die mit dem International Creative Management in Kontakt standen, ermöglichte sich für Pickering eine achtjährige Künstlervermittlung. In England holte er seinen GCSE-Schulabschluss nach und trat erneut mit der Northern Theatre Company auf. Um seine Schauspielkunst weiter zu verbessern, besuchte er erfolgreich bis in das Jahr 2006 die Guildford School of Acting. Seitdem spielt Pickering in Produktionen für das Fernsehen, den Film und weiterhin auch für das Theater.

## Filmografie (Auswahl)
- 1999: Sleepy Hollow
- 2003: Kalender Girls (Calendar Girls)
- 2004: Verrat in Venedig – Secret Passage (Secret Passage)
- 2006: Cashback
- 2006: Dalziel und Pascoe – Mord in Yorkshire (Dalziel and Pascoe, Fernsehserie, 2 Folgen)
- 2007: I Want Candy
- 2011: The Task
- 2011: Kill Keith
- 2012: Les Misérables
- 2013: The Best Years
- 2014: Boardwalk Empire (Fernsehserie, 4 Folgen)
- 2014: Borgia (Fernsehserie, 6 Folgen)
- 2018: The Krays: Dead Man Walking
- 2020: To Be Someone
- 2021: Doctors (Fernsehserie, Folge 22x03)
- 2022: Der Doktor und das liebe Vieh (All Creatures Great and Small, Fernsehserie, Folge 3x03)